# Mamed Khalidov
Mamed Khalidov (* 17. Juli 1980 in Grosny) ist ein polnischer MMA-Kämpfer tschetschenischer Abstammung. Innerhalb des KSW war er 2009 im Halbschwergewicht und 2015 im Mittelgewicht internationaler Champion.

## Leben
1997 wanderte Khalidov von Tschetschenien nach Polen aus. Die polnische Sprache lernte er in Breslau, anschließend studierte er an der Universität Ermland-Masuren in Allenstein (Abschluss im Studiengang Master of Business Administration). Am 21. Dezember 2010 erhielt er die polnische Staatsangehörigkeit.
Khalidov ist Mitglied im Kampfkunstverein Berkut Arrachion Olsztyn FC. Als praktizierender Muslim vollzieht er während des Ramadan eine Trainingspause. Er ist der Cousin des russischen MMA-Kämpfers Aslambek Saidov, der ebenfalls tschetschenischer Abstammung ist, jedoch in Polen residiert.